# Luka Reischl
Luka Reischl (Schwarzach im Pongau, Austria, 10 de febrero de 2004) es un futbolista austríaco que juega de delantero en el ADO Den Haag de la Eerste Divisie.

## Trayectoria
Debutó como profesional con el FC Liefering en la 2. Liga, el 25 de septiembre de 2020 contra el FC Wacker Innsbruck. Entró en el minuto 89 sustituyendo a Maurits Kjaergaard en la victoria del FC Liefering por 2-0. Marcó su primer gol como profesional el 20 de noviembre de 2020 contra el Kapfenberger SV en la victoria del FC Liefering por 6-1.

## Estadísticas

### Clubes
Actualizado al último partido disputado el 2 de noviembre de 2024.
| Club                      | Div.          | Temporada     | Liga  | Liga  | Copas nacionales | Copas nacionales | Copas internacionales | Copas internacionales | Total | Total |
| Club                      | Div.          | Temporada     | Part. | Goles | Part.            | Goles            | Part.                 | Goles                 | Part. | Goles |
| ------------------------- | ------------- | ------------- | ----- | ----- | ---------------- | ---------------- | --------------------- | --------------------- | ----- | ----- |
| F. C. Liefering · Austria | 2.ª           | 2020-21       | 22    | 2     | —                | —                | —                     | —                     | 22    | 2     |
| F. C. Liefering · Austria | 2.ª           | 2021-22       | 25    | 3     | —                | —                | —                     | —                     | 25    | 3     |
| F. C. Liefering · Austria | 2.ª           | 2022-23       | 22    | 2     | —                | —                | —                     | —                     | 22    | 2     |
| F. C. Liefering · Austria | 2.ª           | 2023-24       | 19    | 6     | —                | —                | —                     | —                     | 19    | 6     |
| F. C. Liefering · Austria | 2.ª           | 2024-25       | 12    | 6     | —                | —                | —                     | —                     | 12    | 6     |
| F. C. Liefering · Austria | Total club    | Total club    | 100   | 19    | 0                | 0                | 0                     | 0                     | 100   | 19    |
| Total carrera             | Total carrera | Total carrera | 100   | 19    | 0                | 0                | 0                     | 0                     | 100   | 19    |